# Кул-джаз
Кул-джаз (англ. cool jazz, або просто кул, англ. cool, дос. «прохолодний») — стиль сучасного джазу, що розвинувся наприкінці 1940-х років і поширився переважно серед білих музикантів. Характерні особливості кул-джазу - спокійна манера гри і «твердий» спосіб звуковидобування на духових інструментах. У кул-джазі значно ширше, ніж у традиційному джазі та свінгу, застосовується поліфонія, внаслідок чого зростає роль аранжувальника. У порівнянні з бібопом, звук кул-джазу менш різкий і напористий. Під час гри на духових інструментах не використовують вібрато.

## Представники стилю
| - Майлз Девіс та з Дж. Евансом (1957–1963) - Оркестр Джила Еванса (1957—1964) - Біл Еванс - Джеррі Малліган та Чет Бейкер - Лі Коніц (з Tristano, Thornhill, Evans, Davis) - Дейв Брубек та Пол Дезмонд - Стен Гетц | - Чіко Гамільтон - George Shearing - Vince Guaraldi - Shelly Manne - Modern Jazz Quartet - Лестер Янг - Чет Бейкер |

## Джерело
- І. Гобарт; І. Вассербергер (1980). Основи джазової імпровізації (переклад зі словацької). Київ: Музична Україна.